# لیکوی نوک‌نارنجی
لیکوی نوک‌نارنجی (نام علمی: Turdoides rufescens) نام یک گونه از سرده لیکوها است.